# مرصد وليام هرشل

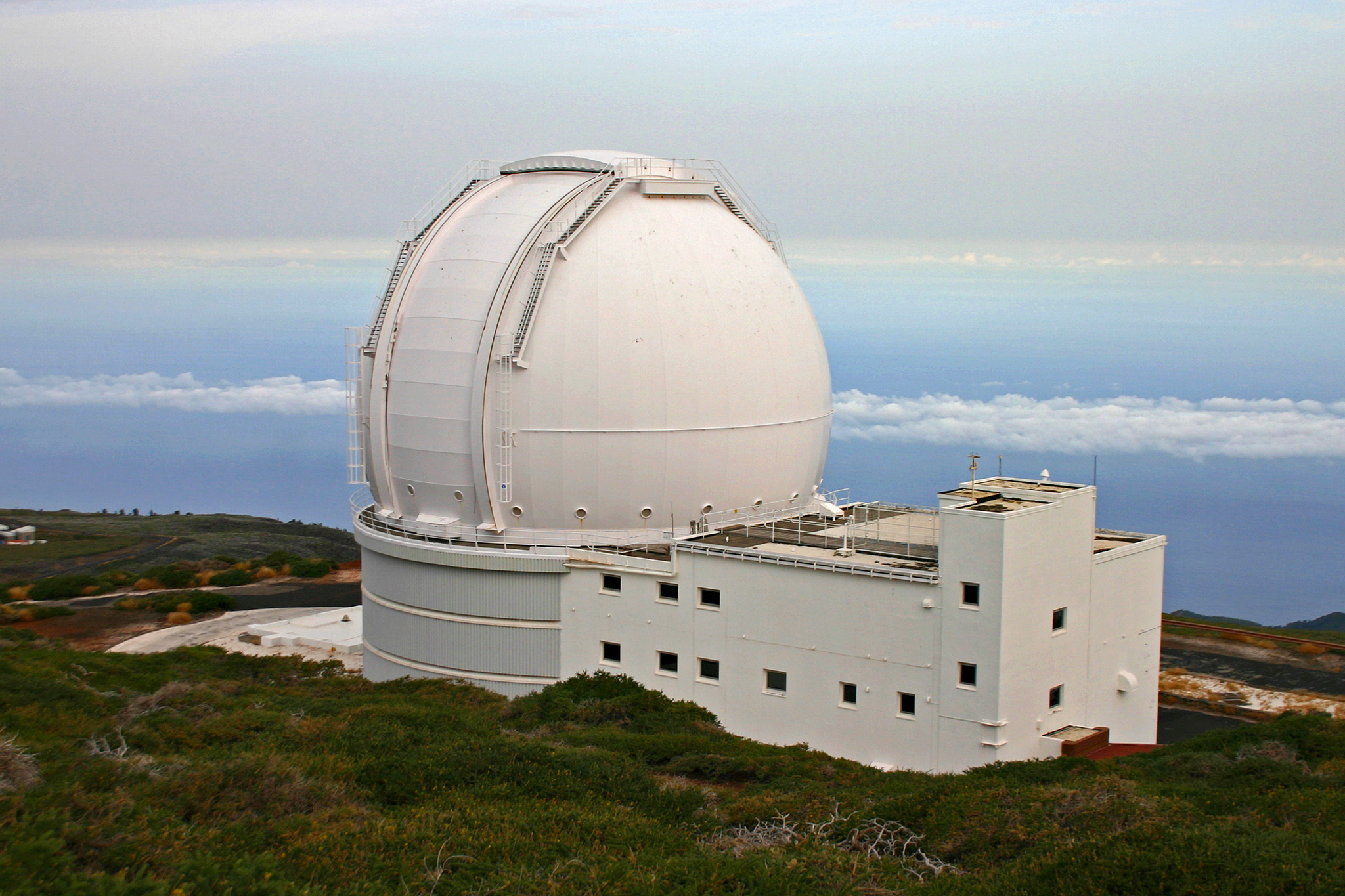
المرصد من الخارج على جزيرة بالما (إسبانيا).

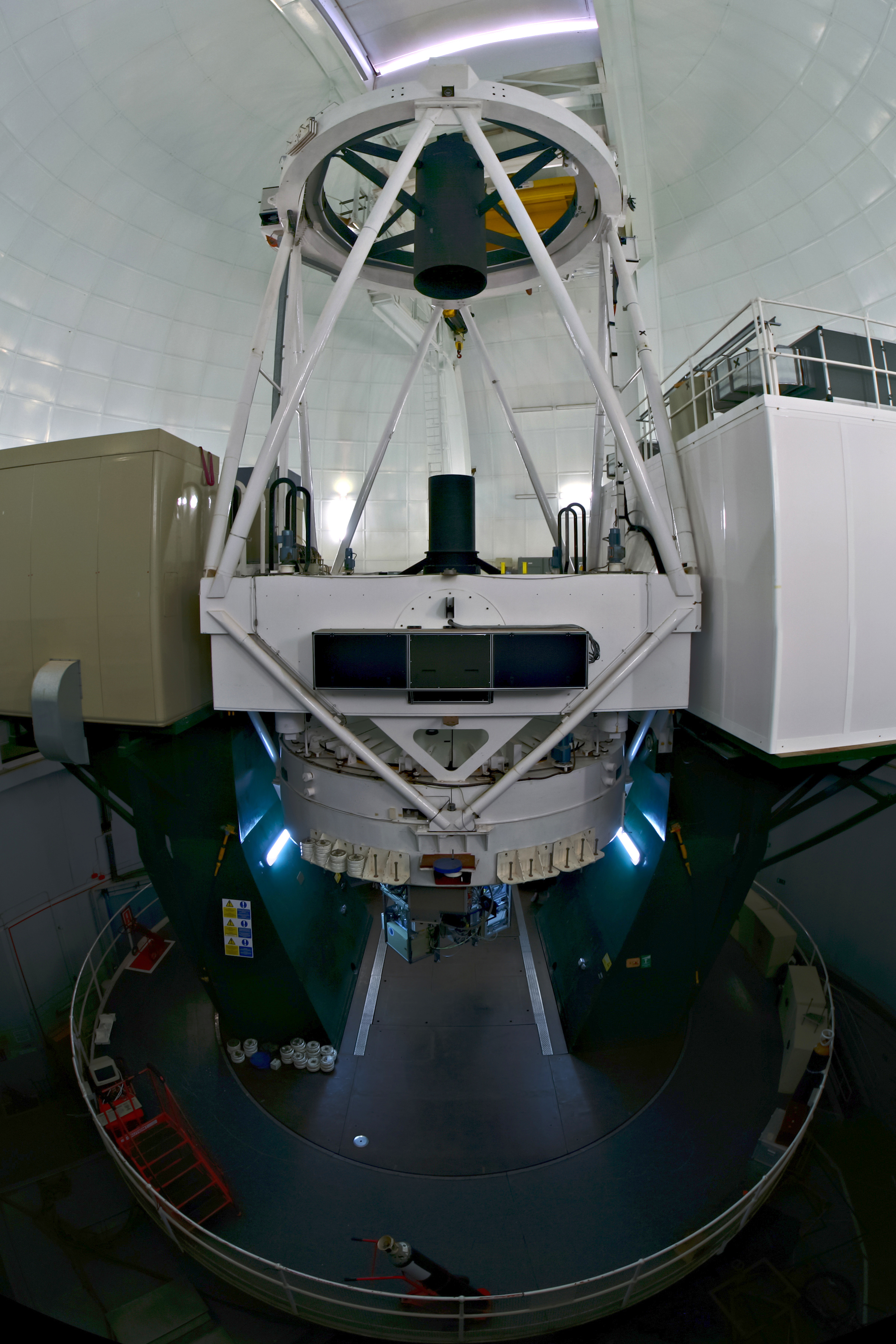
المرصد من الداخل. وترى في وسط الصورة الصينية الكبيرة التي تحمل المرآة المقعرة.

مرصد وليام هرشل هو مرصد أرضي يمكنه قياس الأشعة تحت الحمراء. يعمل التلسكوب بمرآة عاكسة قطر 2و4 متر، وهو موجود من ضمن «مرصد دل روك دي لوس موتشاتشوس» الكبير على جزيرة بالما بأسبانيا.
سمي التلسكوب باسم العالم الفلكي وليام هرشل، ويتبع التلسكوب في نفس الوقت «مجموعة تلسكوبات نيوتن» التي يمولها المجلس العلمي بالمملكة المتحدة لبناهئها في هولندا وأسبانيا.
عندما أنشيء مرصد وليام هرشل في عام 1987 كان طبقا «لقائمة أكبر التلسكوبات الضوئية في العالم» هو ثالثها من حيث الكبر.
وهو حاليا ثاني أكبر المراصد في أوروبا. فقد تفوق عليه تلسكوب جران كانارياس الذي بني في عام 2009 بمجموعة مرايا تعادل قطر 4و10 متر.
مرصد وليام هرشل مزود بعدد كبير من الأجهزة العلمية المستخدمة في الرصد الفلكي. وبعضها يقيس الضوء المرئي والبعض الآخر بقوم بقياس وتسجيل الأشعة تحت الحمراء التي تأتي إلينا من أجرام سماوية بعيدة. ويشترك في العمل عليه مجموعة من العلماء المتخصصين في أبحاث الفلك. وكان لهم الفضل الأول في اكتشاف أول ثقب أسود ضخم وهو
. Sgr A* الموجود في وسط مجرة درب التبانة، وهو أول مرصد يرصد الطيف الضوئي الذي تبع
انفجارا لأشعة جاما.
يقوم «مرصد وليام هرشل» برصد الظواهر الكونية البعيدة عن مجموعتنا الشمسية. وفي بيان عن مهمته قامت وكالة الفضاء الأوروبية بإصدار نشرة، كشفت نتائج البيانات التي جمعها «هرشل» عن تفاصيل جديدة بخصوص تكوّن النجوم، والتي بفضلها، أدرك العلماء بأن آلاف المجرات الفضائية البعيدة تشهد نشاطاً عظيماً من الظواهر النجمية. كما رصد «هيرشل» نجماً لديه فرصة كبيرة في أن يصبح واحداً من أكبر النجوم في الطريق اللبني (مجرتنا المعروفة أيضاً باسم درب التبانة) خلال بضعة آلاف من السنين. وهو حالياً يفوق في حجمه كتلة شمسنا المتوسطة الكبر بحوالي 8 أو 10 مرات!
بدأ تصميم وتصنيع أجزاء التلسكوب سنة 1983 وأرسل سنة 1985 إلى بالما للتشييد.

## وصلات خارجية
- (بالإنجليزية) الصفحة الرسمية

## اقرأ أيضا
- وليام هرشل
- التلسكوب الفضائي هيرشل
- مسبار ويلكينسون لقياس اختلاف الموجات الراديوية
- تلسكوب هابل الفضائي